# Lebedodes naevius
Lebedodes naevius is een vlinder uit de familie van de Metarbelidae. De wetenschappelijke naam van de soort is voor het eerst gepubliceerd in 1916 door James Farish Malcolm Fawcett.
Deze soort komt voor in Kenia.